# 吉松茂太郎
吉松 茂太郎（よしまつ しげたろう/もたろう、安政6年1月7日（1859年2月9日） - 昭和10年（1935年）1月2日）は、日本の海軍軍人。第6・7・8代連合艦隊司令長官。階級は海軍大将。

## 経歴
土佐中村藩士、のち裁判官となった吉松万弥の長男として生まれる。父が自邸に漢学塾を開いていたことから漢詩の素養があった。藩校致道館、開成学校を経て、明治13年（1880年）に海軍兵学校を卒業（7期生）し少尉候補生を経て、明治16年（1883年）に少尉任官。明治18年（1885年）、防護巡洋艦「浪速」の回航委員となりイギリスに出張し「浪速」分隊士となり翌年に帰国。明治21年（1888年）、フランスに留学し、フランス軍艦に実地研究のため乗り組んだり、造兵監督官としてイギリスなどに出張をして同26年（1893年）に帰国した。
明治26年（1893年）に砲艦「大島」分隊長、翌年に巡洋艦「吉野」分隊長となり日清戦争に従軍した。その後、西海艦隊参謀、呉鎮守府参謀、海軍大学校教官、軍令部第1局長、常備艦隊参謀長、佐世保鎮守府参謀長、「浪速」艦長を歴任した。明治34年（1901年）、「高砂」艦長となり、翌年、「浅間」と共にイギリスに派遣され、エドワード7世戴冠記念観艦式に参加した。明治37年（1904年）、「常磐」艦長となり日露戦争に従軍、蔚山沖海戦、日本海海戦に参加した。
明治38年（1905年）、海軍少将・佐世保鎮守府参謀長となり、呉鎮守府参謀長、第1艦隊司令官を歴任し、同40年（1907年）に練習艦隊司令官を拝命した。
その後、海軍兵学校校長、海軍大学校校長、竹敷要港部司令官、第2艦隊長官、海軍教育本部長、呉鎮守府長官、連合艦隊司令長官を歴任し、大正5年（1916年）に海軍大将、翌年に軍事参議官となり、昭和4年（1929年）に退役した。

## 栄典・授章・授賞
位階
- 1883年（明治16年）12月25日 - 正八位[1]
- 1887年（明治20年）3月25日 - 従七位[2]
- 1891年（明治24年）12月16日 - 正七位[3]
- 1895年（明治28年）4月15日 - 従六位[4]
- 1898年（明治31年）3月8日 - 正六位[5]
- 1899年（明治32年）11月2日 - 従五位[6]
- 1904年（明治37年）11月11日 - 正五位[7]
- 1909年（明治42年）12月10日 - 従四位[8]
- 1911年（明治44年）12月20日 - 正四位[9]
- 1915年（大正4年）1月30日 - 従三位[10]
- 1918年（大正7年）2月12日 - 正三位[11]
- 1920年（大正9年）8月20日 - 従二位[12]

勲章等
| 受章年                     | 略綬 | 勲章名                       | 備考 |
| -------------------------- | ---- | ---------------------------- | ---- |
| 1894年（明治27年）11月24日 |      | 勲六等瑞宝章                 |      |
| 1895年（明治28年）9月27日  |      | 単光旭日章                   |      |
| 1895年（明治28年）9月27日  |      | 功五級金鵄勲章               |      |
| 1895年（明治28年）11月18日 |      | 明治二十七八年従軍記章       |      |
| 1898年（明治31年）11月24日 |      | 勲五等瑞宝章                 |      |
| 1901年（明治34年）11月20日 |      | 勲三等旭日中綬章             |      |
| 1906年（明治39年）4月1日   |      | 功三級金鵄勲章               |      |
| 1906年（明治39年）4月1日   |      | 明治三十七八年従軍記章       |      |
| 1908年（明治41年）5月25日  |      | 勲二等瑞宝章                 |      |
| 1915年（大正4年）1月30日   |      | 勲一等瑞宝章                 |      |
| 1915年（大正4年）11月7日   |      | 旭日大綬章                   |      |
| 1915年（大正4年）11月10日  |      | 大礼記念章                   |      |
| 1920年（大正9年）11月1日   |      | 大正三年乃至九年戦役従軍記章 |      |

外国勲章佩用允許
| 受章年                     | 国籍         | 略綬 | 勲章名                         | 備考 |
| -------------------------- | ------------ | ---- | ------------------------------ | ---- |
| 1902年（明治35年）12月19日 | イタリア王国 |      | サンモーリスエラザル第三等勲章 |      |
| 1902年（明治35年）12月19日 | ベルギー王国 |      | レオポール剣付第三等勲章       |      |
| 1902年（明治35年）12月19日 | シャム王国   |      | 白象第三等勲章                 |      |
| 1902年（明治35年）12月19日 | イギリス帝国 |      | 皇帝皇后両陛下戴冠記念章       |      |